# Castell de la Pedra
El Castell de la Pedra és un castell de la Coma i la Pedra, a la Vall de Lord (Solsonès), declarat bé cultural d'interès nacional.

## Descripció
Actualment del castell només en queden uns murs de pedra arrenglerada i sense cairar. Segons una reconstrucció de la seva planta, hauria estat un edifici de poc més de 18 metres de llargada i poc menys de 7 d'amplada i uns murs d'uns 80 cm de gruix format per dos cossos, del més septentrional dels quals ja no en queda gairebé res. Als costats de migjorn i ponent, per contra, encara en queden les esmentades restes dels murs.
El Castell de La Pedra i les terres que l'envolten són propietat privada i cal demanar permís per accedir-hi a Cal Bernat degut als furts de les pedres que hi quedaven.

## Història

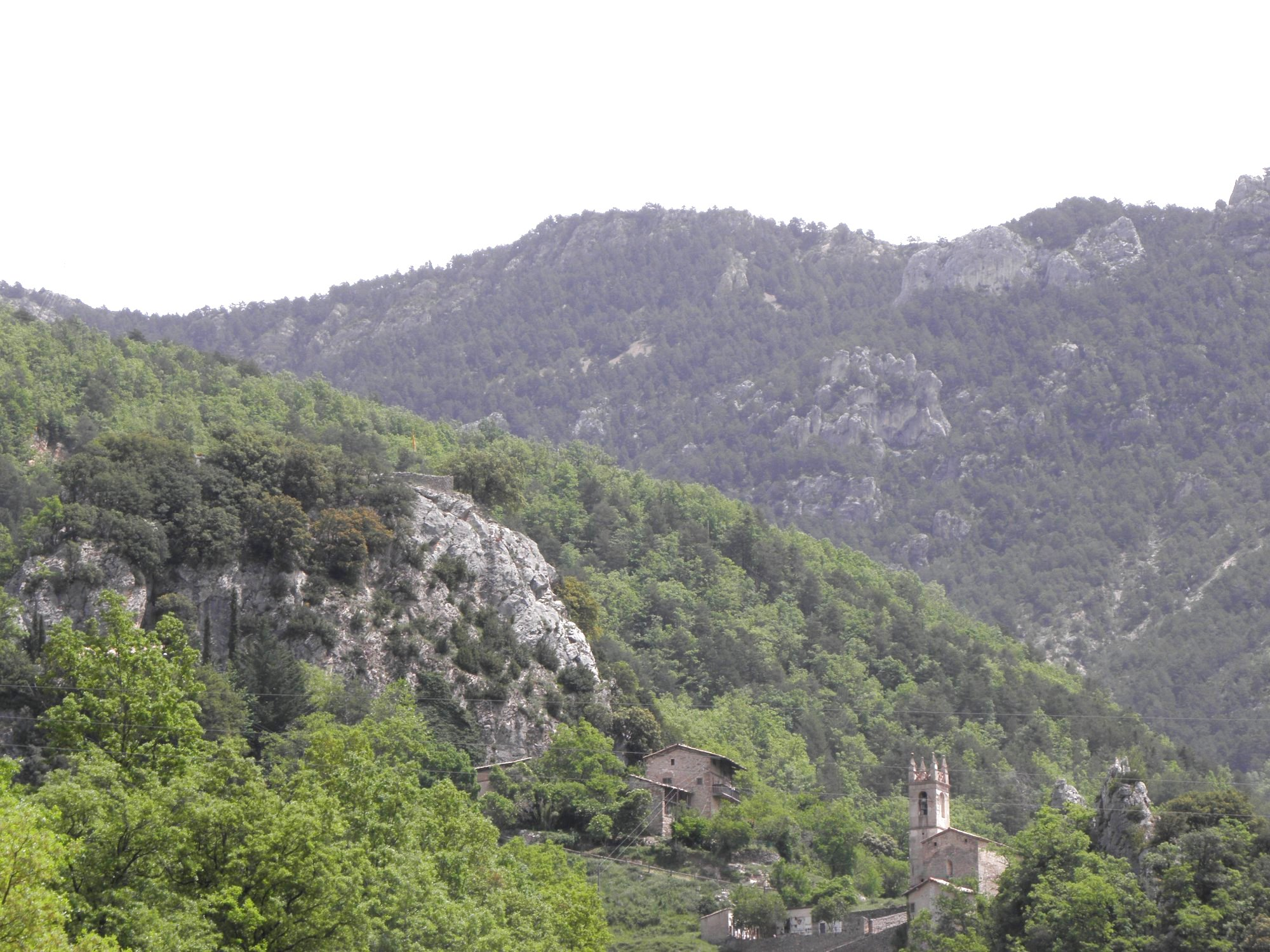
Les runes del castell al cim del Roc de la Pedra

Castell termenat. Documentat el 1337. El topònim de "IPSA PETRA" s'esmenta ja en l'acta de consagració de la Seu d'Urgell (839 ?) i el castell, en l'acta de consagració de l'església de Sant Serni de la Pedra: "in pago Lordense in locum vocitatum castro Petra Fulgenti..." de l'any 962.
Segurament, el castell fou fundat per Guifré el Pilós quan repoblà la Vall de Lord, a finals del segle ix. En el testament del comte-bisbe Eriball, es fa al·lusió a l'alpus de "la Pera". A finals del segle xiii, l'any 1196 l'abat de Sant Serni de Tavèrnoles va establir en els seus dominis de la parròquia de la Pedra uns alous i terres que limitaven amb el castell.
El castell de la Pedra va passar a formar part del comtat de Cardona quan Pere el Cerimoniós l'any 1375, va confirmar i dotà aquest comtat. L'any 1381 el castell tenia 21 focs. A partir del segle xviii, formà part del Ducat de Cardona sota la jurisdicció de la batllia de Sant Llorenç de Morunys.

## La llegenda del castell de la Pedra
Hi ha una llegenda, segons Joan Bellmunt, que justifica l'estat ruïnós del castell, situada cronològicament abans que Guifré el Pilós repoblés la Vall de Lord. Està protagonitzada pel senyor del castell, un personatge cruel i violent, que una nit de tempesta, en un atac de follia provocat per la mort de la seva muller, mata la filla d'ambdós. Immediatament després de perpetrar l'assassinat el dimoni, que ha pres la forma d'una monstruosa i gegantina au, va voler endur-se'n el casteller cap a l'infern per la qual cosa, en penetrar per l'eixida del castell, va esberlar-lo deixant-ne només les restes actuals.